# Horno de alfarería Zubiate
El horno de alfarería Zubiate en Escoriaza (Guipúzcoa, España) está situado en la salida de este pueblo hacia Arechavaleta. Se trata de unas sencillas construcciones de mampostería adosadas al número 31 de la calle Gaztanadui, que conforman una pequeña alineación frente al camino público paralelo al río (antiguo Bekorreta bidea).
El horno, al que se accede desde un pequeño patio, consiste en una pequeña edificación de mampostería de planta cuadrangular, que presenta estructura de madera en su parte delantera, formada por los pies derechos que sustentan la solera de acceso a las dependencias de primera planta. Se trata de un horno de ventilación ascendente o tiro vertical de los denominados árabes, que se caracterizan por su planta rectangular o cuadrada, y parrilla con múltiples orificios que permiten alcanzar temperaturas homogéneas, especialmente adecuados para cerámicas esmaltadas.
El horno tiene una planta de unos 2 x 2 m. Presenta dos puertas o boqueras superpuestas que dan acceso a la cámara de cocción del horno, cuadrada y de unos 5,33 m de altura, revestida de material refractario. El muro de piedra presenta un grosor de 0,99 m y el forro de adobe interior tiene 0,29 m de espesor. A la derecha del horno se encuentra la zona de secado y almacenamiento.
Por los accesos o boqueras se realizaba la carga del horno y se controlaba el proceso de cocción de las cerámicas. Para colocar las vasijas en la cámara se montaba un entramado a modo de andamiaje: las denominadas "tacas", conformadas por los "bodoques" y "bodoquillos" que eran los soportes de la estructura, en forma de cilindros huecos de arcilla los primeros, y conos truncados más pequeños los segundos; y por unos ladrillos anchos y estrechos en los que se ponían las vasijas separadas por los denominados "trebedes" o "txakurrak". Una vez cargado el horno, se cubría primero con cascote grande y encima cascote más menudo.
En el marco de la CAV, el de Escoriaza es uno de los escasos ejemplos de hornos de este tipo conservados en la provincia guipuzcoana. Como elemento representativo de una tipología de ingenios artesanales en vías de desaparición, resulta especialmente interesante desde el punto de vista etnográfico en la tipología de hornos de cerámica popular con características comunes en el área cultural vasco-pirenaica.